# Груевский, Никола
Ни́кола Гру́евский (макед. Никола Груевски; род. 31 августа 1970, Скопье, Македония, СФРЮ) — македонский государственный и политический деятель, Премьер-министр Республики Македония с 27 августа 2006 по 15 января 2016 года; сменил Владо Бучковского по итогам парламентских выборов как лидер победившей партии ВМРО-ДПМНЕ с мая 2003 по 23 декабря 2017 года, в предыдущем правительстве этой партии, возглавляемом Любчо Георгиевским был министром финансов до октября 2002 года.

## Биография
Никола Груевский родился в Скопье. Его отец Тало Груевский (Груев) — уроженец леринского села Крушоради, в Эгейской Македонии (ныне в составе Греции), послевоенный беженец. В начале XX века село Крушоради было македонским, и все его жители в церковном отношении окормлялись Болгарским экзархатом. В начале Второй мировой войны дед Николы Груевского — Никола Груев (Νικόλαος Γρούιος, Николаос Груиос) — был мобилизован в греческую армию. Убит в бою в ходе Итало-греческой войны (1940—1941). Имя его начертано на памятной плите погибших в греческой армии земляков. Его вдова с сыном Тало на руках покинула Грецию во время Гражданской войны (1946—1949) и поселилась в Скопье.
Тало Груевский — доктор наук Белградского университета; много лет был профессором Скопского университета. Мать Николы — Надежда Груевская — уроженка Штипа, сестра первого министра МВД независимой Республики Македонии — Йордана Миялкова.
В 1998 году Никола Груевский основал и возглавил Брокерскую ассоциацию Македонии.
В 1998—1999 годах — министр без портфеля и министр торговли.
С декабря 1999 по ноябрь 2002 года — министр финансов Македонии в Правительстве Любчо Георгиевского (Љубчо Георгиевски). Одновременно являлся управляющим от Македонии во Всемирном банке и Европейском банке реконструкции и развития.
Провёл реформу финансовой системы страны, после чего его признали лучшим министром финансов Македонии за все время существования республики.
В 2000—2002 годах — председатель государственной комиссии по ценным бумагам.
С сентября 2002 по август 2006 года — депутат парламента Македонии.
До мая 2003 года — заместитель председателя партии ВМРО-ДПМНЕ.
С мая 2003 по 23 декабря 2017 года — председатель ВМРО-ДПМНЕ. Любчо Георгиевский вышел из ВМРО-ДПМНЕ, обвинив Груевского в просербском уклоне.
С 27 августа 2006 по 15 января 2016 года — Председатель Правительства Македонии.
6 января 2011 года Груевский выступал с речью в честь открытия Триумфальной арки «Македония». В апреле 2011 года Никола Груевский внёс предложение о роспуске парламента, в связи с возникшими межпартийными противоречиями. 15 апреля 2011 года, после проведенного голосования, депутаты парламента Македонии объявили о роспуске палаты.

Митинг в поддержку премьера Груевского, собравшийся 19 мая 2015 года на центральной площади Скопье, стал крупнейшим в истории Македонии. В нём приняли участие более 90 тысяч человек. В воздухе колыхались флаги Македонии, ВМРО-ДПМНЕ, а также Сербии. Премьер Македонии заявил, что «без воли народа» он не уйдет в отставку. 
Завершается наша битва за идеалы, в которые мы верим. В прошедшие девять лет наша партия провела страну через сложные задачи и многочисленные проблемы. Настало время, чтобы Македония ответила!
 — сказал Груевский.
С другой стороны: оппозиционный блок, сплотившийся вокруг социал-демократа Зорана Заева, активно поддерживают местные и косовские албанцы. 18 мая Заев сфотографировался на фоне государственного флага Албании. Помогает Заеву также и Фонд Сороса.
В июле 2017 года против Груевского было выдвинуто обвинение в коррупции. Суд Македонии распорядился об изъятии паспортов Груевского и четырех других должностных лиц его партии, в числе которых были бывший министр внутренних дел Гордана Янкулоская («прославилась» на весь мир тем, что ездила на элитном бронированном BMW, угнанном у знаменитого английского футболиста Дэвида Бекхэма), а также бывший министр транспорта Миле Янакиски. В декабре 2017 года Груевский подал в отставку в качестве лидера VMRO-DPMNE после крупного поражения партии на местных выборах.

## Уголовное дело. Бегство в Венгрию
23 мая 2018 года Груевский был приговорен к двум годам лишения свободы за действия, связанные с коррупцией. 5 октября 2018 года апелляционный суд, который находится в Македонии, отклонил жалобу Груевского и оставил приговор в силе. Груевского приговорили к тюремному заключению за злоупотребление служебным положением: по данным следствия, на должности премьер-министра в 2012 году он повлиял на должностных лиц, которые приобрели для него пуленепробиваемый автомобиль Mercedes за 600 тысяч евро.
13 ноября 2018 года Груевский заявил на своей странице в Facebook, что попросил политическое убежище в Венгрии. Он покинул страну 11 ноября, используя машину посольства Венгрии в Македонии, и прибыл в Венгрию через территорию Албании, Черногории и Сербии. 20 ноября Груевский заявил, что получил убежище в Венгрии.

## Образование
1989—1994 — студент экономического факультета Университета Св. Климента Орхидского в Битоле.
В 1996 году окончил Лондонский институт ценных бумаг.
С 2006 года — магистр экономических наук Университета Св. Кирилла и Мефодия в Скопье.